# شبيهة الماخطة السيروكية
شبيهة الماخطة السيروكية (الاسم العلمي:†Myxinikela siroka) هي نوع منقرض من اللافكيات تتبع جنس شبيهة الماخطة من رتبة ماخطات الشكل. كان يعيش في فترة العصر الفحمي الأعلى (حوالي 318 - 310 مليون سنة مضت) وعثر على بقايا أحفورة له في أمريكا الشمالية.